# Фастівецька волость
Фастівецька волость — історична адміністративно-територіальна одиниця Борзнянського повіту Чернігівської губернії з центром у селі Фастівці.
Станом на 1885 рік складалася з 5 поселень, 16 сільських громад. Населення — 10313 осіб (5007 чоловічої статі та 5306 — жіночої), 1730 дворових господарства.
|                     | Площа, десятин | У тому числі орної, дес. |
| ------------------- | -------------- | ------------------------ |
| Сільських громад    | 11597          | 8483                     |
| Приватної власності | 4289           | 2575                     |
| Казенної власності  | 52             | —                        |
| Іншої власності     | 164            | 149                      |
| Загалом             | 16102          | 11207                    |

Поселення волості:
- Фастівці — колишнє державне та власницьке село при річці Остер за 25 верст, 3343 особи, 550 дворів, православна церква, школа, 4 постоялих будинків, 5 лавок, водяний і 2 вітряних млини.
- Більмачівка — колишнє державне та власницьке село при річці Остер, 1224 особи, 228 дворів, православна церква, школа, постоялий двір.
- Максимівка — колишнє державне та власницьке село при річці Удай, 1196 осіб, 221 двір, православна церква, 2 постоялих будинки, вітряний млин.
- Мартинівка — колишнє державне та власницьке село при річці Остер, 2279 осіб, 411 дворів, православна церква, школа, 2 постоялих будинки, 2 лавки, маслобійний завод.
- Рожнівка — колишнє державне та власницьке село при річці Удай, 1989 осіб, 322 двори, православна церква, школа, 2 постоялих будинки, 2 лавки.